# Wasserkraftwerk Štěchovice
Das Wasserkraftwerk Štěchovice liegt oberhalb des Städtchens Štěchovice etwa 25 Kilometer südlich der tschechischen Hauptstadt Prag und ist Teil der Moldau-Kaskade. Der entstandene Stausee reicht bis zur Talsperre Slapy zurück.

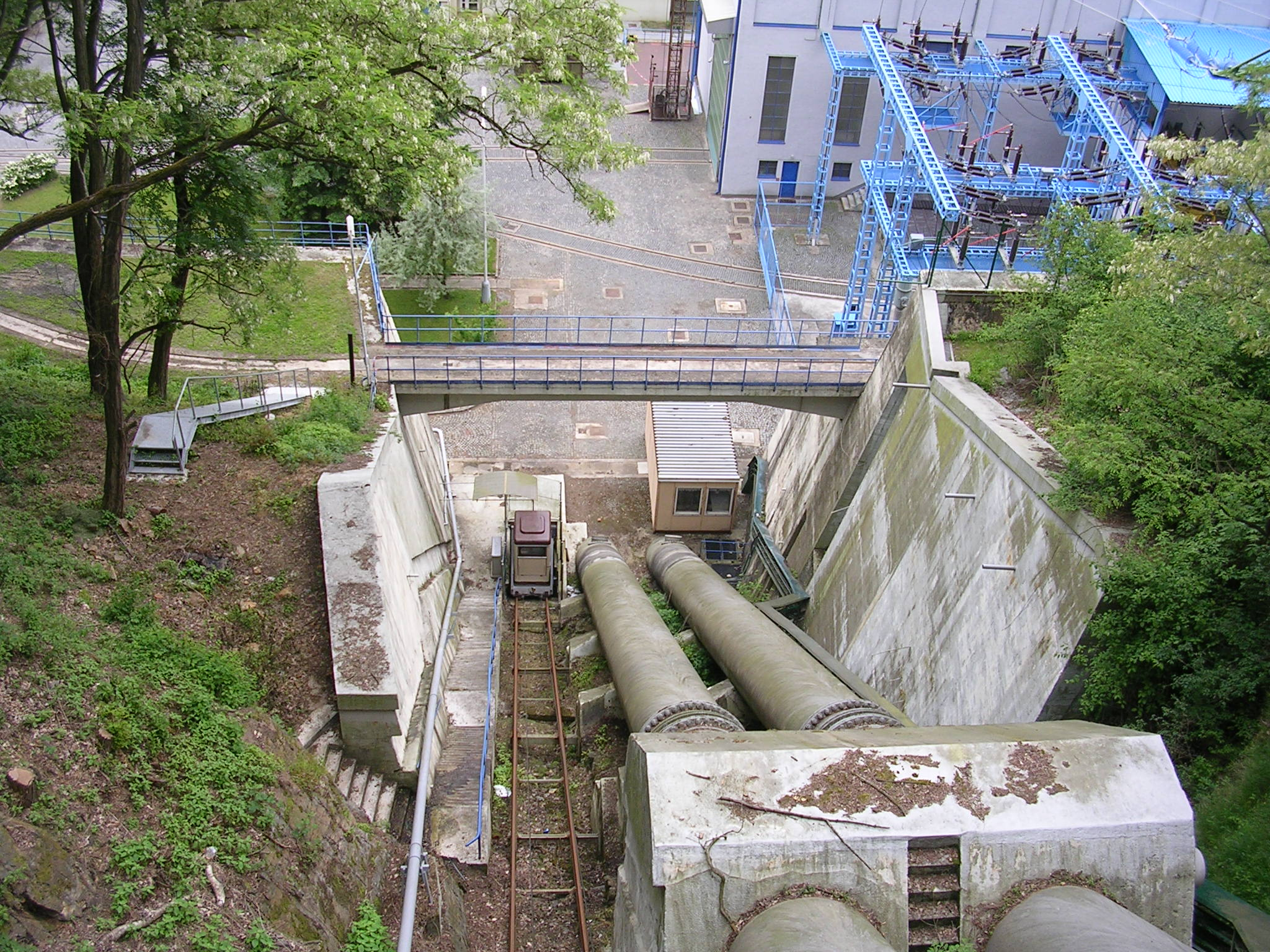
Druckröhren des Pumpspeicherkraftwerks

Die Anlage besteht aus einem Laufwasserkraftwerk mit zwei Kaplanturbinen mit einer Leistung von je 11,25 MW und einem Pumpspeicherkraftwerk mit einer Francisturbine mit einer Spitzenleistung von 45 MW. Das Oberbecken Homole des Pumpspeicherkraftwerks liegt etwa 500 Meter südlich auf dem Berg Chlum. Der Höhenunterschied zwischen den beiden Gewässern beträgt 220 Meter.
Neben der Stromerzeugung dient die Anlage auch der Pufferung der unregelmäßigen Abflüsse der Talsperre Slapy. Im nördlichen Teil der Sperranlage befindet sich eine Schleuse. Im Mittelteil der Anlage liegen 5 Wehröffnungen von je 20 Metern Breite. Unter dem mittleren Wehr befindet sich der Grundablass der Anlage.
Mit der Flutung des Moldautals nach Fertigstellung der Štěchovice-Staumauer 1945 versanken die ob ihrer landschaftlichen Schönheit berühmten und ob ihrer Gefährlichkeit berüchtigten St.-Johann-Stromschnellen (Johannisstromschnellen, (Svatojánské proudy)), denen Bedřich Smetana in seiner sinfonischen Dichtung Vltava (Die Moldau) 1874 ein musikalisches Denkmal gesetzt hatte.